# Closteromorpha
Closteromorpha är ett släkte av fjärilar. Closteromorpha ingår i familjen nattflyn.
Kladogram enligt Catalogue of Life:
| Closteromorpha | \| \| Closteromorpha cupreiplaga \| \| \| \| \| \| Closteromorpha modesta \| \| \| \| \| \| Closteromorpha reniplaga \| \| \| \| \| \| Closteromorpha rufifacta \| \| \| \| |
|                | \| \| Closteromorpha cupreiplaga \| \| \| \| \| \| Closteromorpha modesta \| \| \| \| \| \| Closteromorpha reniplaga \| \| \| \| \| \| Closteromorpha rufifacta \| \| \| \| |
|                | Closteromorpha cupreiplaga |
|                | |
|                | Closteromorpha modesta |
|                | |
|                | Closteromorpha reniplaga |
|                | |
|                | Closteromorpha rufifacta |
|                | |